# Relaciones Bahamas-Venezuela
Las relaciones Bahamas-Venezuela se refieren a las relaciones internacionales que existen entre Bahamas y Venezuela.

## Historia
El 23 de febrero de 2018, Bahamas votó a favor de una resolución de la Organización de Estados Americanos aprobada en una sesión extraordinaria que instaba al gobierno venezolano a reconsiderar la convocatoria de elecciones presidenciales y presentar un nuevo calendario electoral que haga posible la realización de elecciones con todas las garantías necesarias, y el 5 de junio volvió a votar a favor de una resolución en la cual se desconocen los resultados de las elecciones presidenciales del 20 de mayo donde se proclamó ganador a Nicolás Maduro.
En 2019 Bahamas reconoció a Juan Guaidó como presidente interino de Venezuela.